# 4853 Marielukac
4853 Marielukac è un asteroide della fascia principale. Scoperto nel 1979, presenta un'orbita caratterizzata da un semiasse maggiore pari a 2,5350493 UA e da un'eccentricità di 0,2558209, inclinata di 8,33671° rispetto all'eclittica.